# Eduardo Avaroa
Eduardo Avaroa is een provincie in het departement Oruro in Bolivia. De provincie heeft een oppervlakte van 4015 km², heeft 33.248 inwoners (2012) en is vernoemd naar Kolonel Eduardo Abaroa (1838-1879), een oorlogsheld van de Salpeteroorlog (1879-1884). De hoofdstad is Challapata.
Eduardo Avaroa is verdeeld in twee gemeenten:
- Challapata
- Santuario de Quillacas

Atahuallpa · 
Carangas · 
Cercado · 
Eduardo Avaroa · 
Ladislao Cabrera · 
Litoral de Atacama · 
Nor Carangas · 
Pantaléon Dalence · 
Poopó · 
Puerto de Mejillones · 
Sajama · 
San Pedro de Totora · 
Saucarí · 
Sebastián Pagador · 
Sud Carangas · 
Tomas Barrón